# Leioproctus simplicicrus
Leioproctus simplicicrus är en biart som beskrevs av Michener 1989. Leioproctus simplicicrus ingår i släktet Leioproctus och familjen korttungebin. Inga underarter finns listade i Catalogue of Life.